# (12099) Meigooni
(12099) Meigooni est un astéroïde de la ceinture principale.

## Description
(12099) Meigooni est un astéroïde de la ceinture principale. Il fut découvert le 23 avril 1998 à Socorro (Nouveau-Mexique) par le projet LINEAR. Il présente une orbite caractérisée par un demi-grand axe de 2,34 UA, une excentricité de 0,06 et une inclinaison de 5,7° par rapport à l'écliptique.

## Compléments